# Charles G. Bennett
Charles Goodwin Bennett (ur. 11 grudnia 1863 w Brooklynie, zm. 25 maja 1914 w Brooklynie) – amerykański polityk, członek Partii Republikańskiej.

## Działalność polityczna
W okresie od 4 marca 1895 do 3 marca 1899 przez dwie kadencje był przedstawicielem 5. okręgu wyborczego w stanie Nowy Jork w Izbie Reprezentantów Stanów Zjednoczonych.